# The Phil Silvers Show

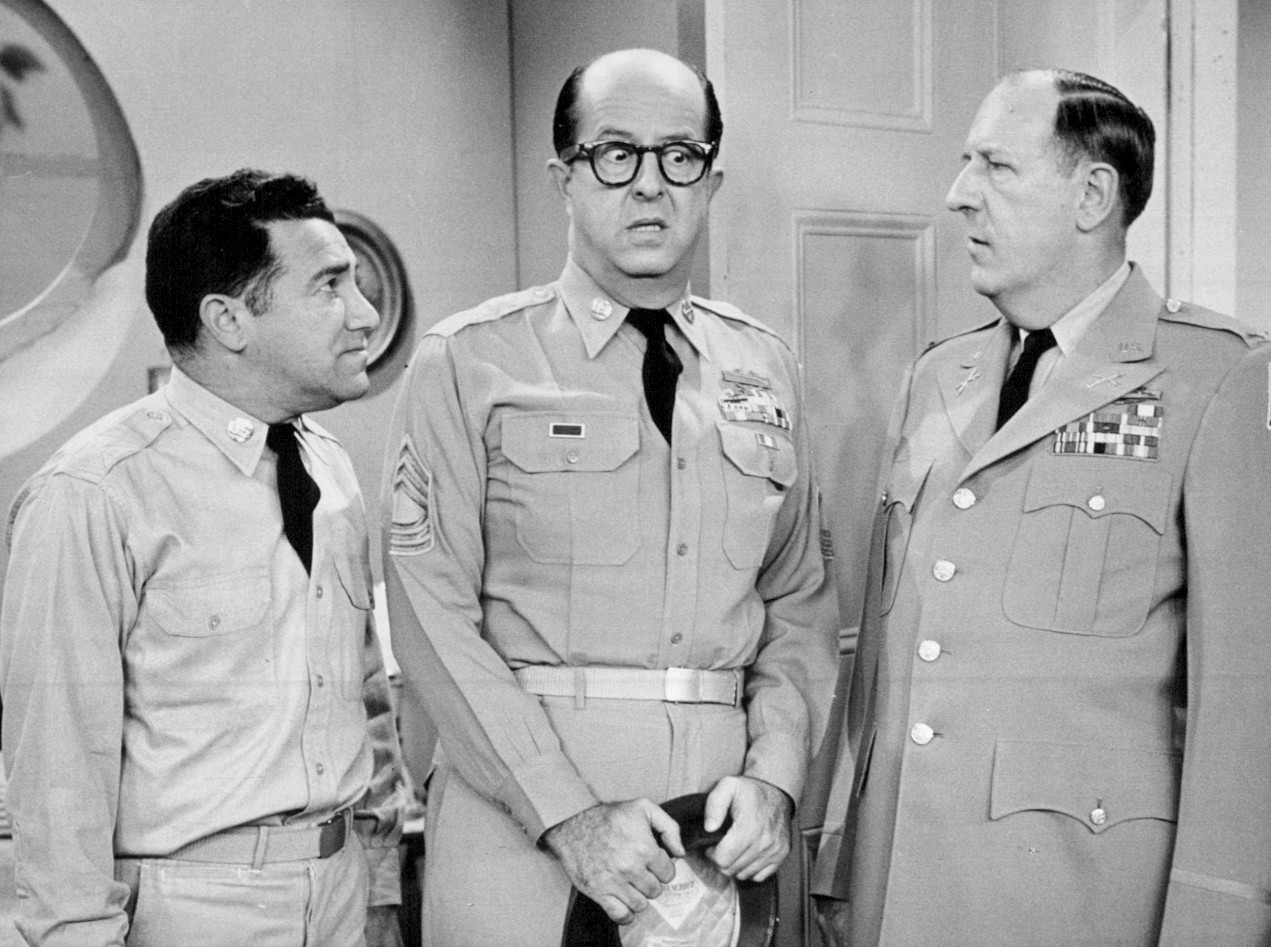
Billy Sands, Phil Silvers en Paul Ford (1958)

The Phil Silvers Show, in de volksmond Sgt. Bilko genoemd, was een Amerikaanse sitcom die liep van 1955 tot 1959. 
Phil Silvers speelde het hoofdpersonage Ernie Bilko, een gladde sergeant die via allerlei listen zichzelf probeerde te verrijken. Andere personages waren onder meer Bilko’s hoger geplaatste Colonel Hall (Paul Ford), andere leden van het wagenparkpeloton zoals Duane Doberman (Maurice Gosfield) en Dino Paparelli (Billy Sands), de kok Sgt. Rupert Ritzik (Joe E. Ross) en Bilko’s rechter handen Cpl. Rocco Barbella (Harvey Lembeck) en Cpl. Steve Henshaw (Allan Melvin). De serie had 4 seizoenen en 144 afleveringen.
Doordat het in het Verenigd Koninkrijk tot in de jaren negentig herhaald werd is de serie ook daar populair. De Hanna-Barbera animatieserie Top Cat is op The Phil Silvers Show gebaseerd. Diverse komieken, zoals Larry David, zijn door de show beïnvloed.